# Velvet (gruppo musicale)
I Velvet sono un gruppo musicale pop rock italiano formatosi a Roma nel 1998.

## Storia
Il gruppo prende il nome del locale dove Pier, Ale, Gianka e Poffy si ritrovavano per condividere le proprie passioni musicali. Blur, Oasis, Radiohead, Beatles e The Charlatans sono i nomi della scena musicale britannica che più influenzano le prime composizioni del complesso.

### Gli esordi, il Festival di Sanremo 2001 e Versomarte (1998-2001)

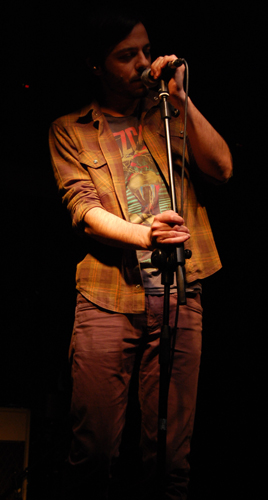
Pier.

Dopo un primo periodo di gavetta durante il quale si sono esibiti in piccoli locali, il gruppo ha spedito alcuni provini alle principali etichette discografiche, facendosi notare nel 1999 dalla EMI, con la quale hanno firmato un contratto e hanno pubblicato nell'estate del 2000 Tokyo Eyes, singolo d'esordio che viene scelto dalla Coca Cola come jingle per un proprio spot televisivo.
Hanno poi partecipato nella sezione Giovani al Festival di Sanremo 2001 con il brano Nascosto dietro un vetro, ballata di genere britpop dedicata alla madre di Pier, cantante e componente del gruppo, da poco scomparsa: si piazzano soltanto al dodicesimo posto, ma il brano ebbe una buona rotazione radiofonica, facendo da apripista a Versomarte, l'album d'esordio, pubblicato dopo la settimana sanremese.
Nello stesso periodo hanno aperto il concerto allo stadio Giuseppe Meazza di Biagio Antonacci, alcune date negli stadi italiani di Luciano Ligabue e, nel luglio 2001, hanno aperto i concerti negli stadi di Alex Britti.
Nei mesi successivi il gruppo ottenne un notevole successo grazie alla canzone Boyband, diventata uno dei tormentoni di quell'estate, con la quale hanno partecipato a tutte le tappe del Festivalbar, venendo inoltre inseriti nella relativa compilation. Il video del brano prendeva in giro il dilagante fenomeno delle boy band che impazzavano in quegli anni (Backstreet Boys, 5ive, NSYNC e Boyzone). Il successo della canzone è tale che spesso Boyband viene scambiata per una dichiarazione d'intenti dei Velvet, anziché per una sfacciata parodia: più volte, nel prosieguo della carriera, il gruppo sarà chiamato a dimostrare di non essere veramente una boyband e a superare gli effetti boomerang del tormentone.
Nell'autunno dello stesso anno esce Sono vivo, quarto singolo tratto dall'album d'esordio, accompagnato da un video che racconta la storia d'amore tra un pallone da basket ed uno da pallavolo.

### Cose comuni (2002-2003)

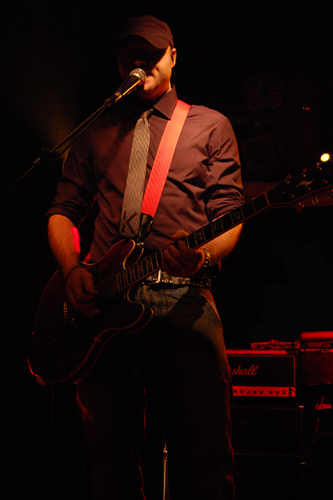
Ale.

Alla fine dell'estate 2002 esce Perfetto perdente, canzone che ricorda le produzioni più easy-listening dei Blur, il cui video vede i Velvet destreggiarsi all'interno di un fon. Il singolo anticipa l'uscita del secondo disco Cose comuni, undici brani che segnano una maggiore maturità rispetto all'album d'esordio. Le chitarre diventano protagoniste in molti pezzi come la title track, Non è colpa tua e In quest'angolo di blu, segnati da influenze britpop, ma non mancano brani più scanzonati come Versomarte (che riprende il titolo del primo disco), caratterizzati però da uno stile più graffiante e consapevole.
In concomitanza con la pubblicazione dell'album esce il secondo singolo Una settimana, un giorno, cover di una celebre canzone di Edoardo Bennato, che collabora anche nella nuova versione: il singolo è un successo, ed il video ritrae Bennato e i Velvet in sala di registrazione.
Nell'aprile del 2003 esce Funzioni primarie, singolo che segna una definitiva svolta di stile: testo nichilista, basso pulsante ed un video a tinte fosche. Il video di Funzioni primarie vince il premio di Miglior Video dell'anno all'edizione 2003 del M.E.I.T.

### 10 Motivie il Festival di Sanremo 2005 (2004-2006)

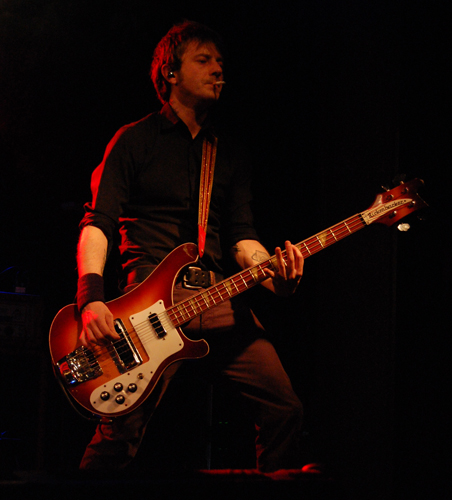
Poffy.

Il 2004 è l'anno del terzo album, 10 Motivi: dieci brani che proseguono sulla scia più rock segnata da Funzioni primarie e che ottengono buone recensioni da parte delle riviste e dei portali musicali. Anche la veste grafica del disco conferma la svolta, con corpi metallici e colori estremi che si distaccano dalle tranquillizzanti copertine precedenti. I ritmi sono più serrati e le melodie più dark: con Miss America, scartata dal Festival di Sanremo, i Velvet tracciano un critico ritratto degli Stati Uniti; Un altro brutto giorno è un racconto della prima notte bianca romana colpita dal blackout; nell'elettronica 7 secondi residua il lato più spensierato dei primi album. Il disco segna la separazione dall'EMI e l'approdo alla Universal: un distacco liberatorio per i Velvet, che in più interviste lanciano frecciate alla vecchia casa discografica, rea di aver manipolato l'immagine ed il suono del gruppo per renderlo commercialmente più appetibile. Il primo singolo di 10 Motivi è Luciano ti odio: un brano dal testo molto duro e dalle sonorità crude, secondo molti dedicato proprio ad un ex discografico del gruppo. Nonostante le critiche molto positive, le vendite sono inferiori alle previsioni, per cui, per dare maggiore visibilità al disco, nel 2005 il gruppo tenta la strada del Festival di Sanremo, questa volta nella categoria Big, con Dovevo dirti molte cose. Anche se il brano si classifica ultimo nella categoria Gruppi e viene eliminato alla terza serata, grazie alla grande visibilità ottenuta con il Festival dei record targato Paolo Bonolis, Viene riedito 10 Motivi, arricchito dall'inedito Confessioni di una mente pericolosa.
Il 2005 è un buon anno per i Velvet, che girano l'Italia in tour, confermando l'attitudine per la dimensione dal vivo. Durante l'estate viene estratto come terzo singolo uno dei brani più belli del disco, Il mondo è fuori, scelta anche per la compilation del Festivalbar. Il singolo è accompagnato da un video nel quale i Velvet suonano in una piccola camera fra giochi di luce e proiezioni.
Nell'autunno partecipano per la prima volta all'MTV Day e pubblicano il quarto singolo Ti direi, il brano più toccante e particolare di 10 Motivi, contraddistinto da un testo molto forte e secco: nel video, fra chiaroscuri e ombre, i Velvet si esibiscono fra modelle immobili ed oggetti decadenti.

### Velvet e il Festival di Sanremo 2007 (2007-2008)

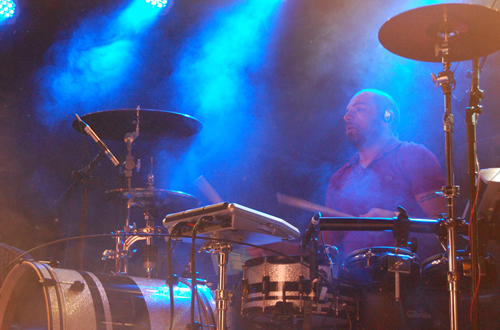
Gianka.

Forti di sonorità più adulte e di una rinnovata stima nel panorama musicale italiano, nel 2007 il gruppo sceglie di partecipare al suo terzo Festival di Sanremo con il brano Tutto da rifare, eseguito nella serata degli ospiti assieme agli amici Le Vibrazioni. Si tratta di una ballata orchestrale che segna un abbandono delle atmosfere rock più tirate per abbracciare uno stile più intimo. In concomitanza con il singolo, che ottiene un buon successo di vendite, esce il quarto disco, chiamato semplicemente Velvet, dodici canzoni che riassumono il percorso fin qui intrapreso dal gruppo. Ci sono le ballate tipiche di Cose comuni come Non è per me, non è per te, pezzi più rock come Ad ogni respiro e Quello che resta, che si fanno continuatori della strada tracciata con 10 Motivi e piccole poesie con uno stile nuovo come A chi dimentica e Ora. Durante l'estate esce Sei felice, brano rock divertente e divertito.
Nel 2008 esce il terzo singolo Io sarò lì, accompagnato da un video che raccoglie i filmati realizzati con i cellulari e le fotocamere dei fan durante il concerto di fine tour tenuto a Roma presso Il Circolo degli Artisti.
I Velvet partecipano alla serie TV I liceali, nella terza puntata della terza stagione, andata in onda il 1º giugno 2011, come un gruppo chiamato dagli studenti per intrattenerli nella scuola nel giorno dell'occupazione della stessa.

### Il quinto disco e la prima biografia ufficiale (2009)
Nell'autunno 2008 i Velvet dichiarano sul loro MySpace di essere nella fase finale delle registrazioni del nuovo disco. Viene lanciato un concorso tra i fan per la realizzazione della sua grafica, di un remix e per la scelta del titolo di uno dei nuovi brani.
Il disco, intitolato Nella lista delle cattive abitudini e realizzato tra Roma e Torino, in collaborazione con Casasonica, è stato pubblicato il 17 aprile 2009. Contiene, oltre alla riproposta Nascosto dietro un vetro, nove brani inediti, fra i quali il singolo di lancio Tutti a casa e Se non parli mai, colonna sonora di Quello che non so di me, campagna informativa promossa dal Ministero della Salute sull'endometriosi. Viene inoltre pubblicata una versione in vinile (stampata in mille copie) che contiene tre brani realizzati in collaborazione rispettivamente con Beatrice Antolini, Corveleno, Gatto Ciliegia contro il Grande Freddo.
Questi ultimi due brani vengono ripubblicati il 6 ottobre 2009 nell'EP digitale Confusion is best assieme ad una nuova collaborazione con Beatrice Antolini: del brano, che prende lo stesso nome del minidisco, viene pubblicato anche un video ufficiale.
Il 18 novembre 2009 esce la biografia ufficiale intitolata VELVET - Crollasse pure il mondo, di Fabio Bernabei, con prefazione di Jovanotti.

### Il serpente ed il Greatest Hits (2010)
Il 28 maggio 2010 viene pubblicato l'EP digitale Il serpente, che contiene, oltre a Confusion is best ed alle nuove versioni di Luciano ti odio e Ti direi, il singolo omonimo in tre versioni: la tradizionale ed i due remix vincitori del contest indetto dalla band su Thounds. L'EP anticipa il Greatest Hits uscito nell'autunno dello stesso anno che raccoglie i brani principali del primo decennio di carriera in nuove versioni assieme a due inediti.
Nello stesso anno i Velvet iniziano a seguire alcuni gruppi della scena indipendente romana, producendoli attivamente nel loro studio di Monterotondo.
Pierluigi Ferrantini ha partecipato ad alcune date del tour dei Rezophonic, un progetto discografico con cui molti artisti della scena rock italiana (Cristina Scabbia, Caparezza, Roberta Sammarelli, Giuliano Sangiorgi e molti altri) collaborano con AMREF per un progetto idrico in Kenya.

### La razionalità e Storie (2013 - 2015)
Il 23 aprile 2013 pubblicano l'EP La razionalità, anticipato dal singolo omonimo, in rotazione radiofonica dal 9 aprile. Il brano è accompagnato da un videoclip che vede alla regia Roberto Cinardi "Saku" e la partecipazione dell'attrice Giulia Bevilacqua. Il video de La Razionalità' verra premiato come miglior video italiano del 2015. Il disco contiene Cento corpi, brano utilizzato per la colonna sonora di Extra, film di Marco Pavone realizzato in animazione 3D.
Nel 2014 è uscito il nuovo album Storie. Nell'album possiamo trovare molti brani tra cui spiccano Una vita diversa e Scrivimi quello che fai, l'ultima arricchita dalla tromba di Fabrizio Bosso.
Nel 2016 un nuovo brano inedito Let Me Go viene scritto e registrato per essere inserito nella colonna sonora del film Veloce come il vento, con Stefano Accorsi e Matilda De Angelis, diretto da Matteo Rovere.

## Membri del gruppo
- Pierluigi Ferrantini, detto Pier (Roma, 7 febbraio 1974) - voce e chitarra
- Alessandro Sgreccia, detto Ale (Roma, 8 dicembre 1974) - chitarra
- Giancarlo Cornetta, detto Gianka (Roma, 12 dicembre 1970) - batteria e cori
- Pierfrancesco Bazzoffi, detto Poffy (Roma, 27 aprile 1977) - basso
- Federico Coderoni (Roma, 21 maggio 1989) - tastiere

## Discografia

### Album in studio
- 2001 - Versomarte
- 2002 - Cose comuni
- 2005 - 10 motivi
- 2007 - Velvet
- 2009 - Nella lista delle cattive abitudini
- 2014 - Storie

### EP
- 2009 - Confusion Is best
- 2010 - Il serpente
- 2013 - La razionalità

### Live
- 2006 - Velvet live Tunes 4/9/2005
- 2011 - Confusion is best

### Raccolte
- 2007 - Velvet: The Best of Platinum
- 2010 - Le cose cambiano[1]

### Singoli
- 2000 - Tokyo Eyes
- 2001 - Nascosto dietro un vetro
- 2001 - Boyband
- 2001 - Sono vivo
- 2002 - Perfetto perdente
- 2003 - Una settimana, un giorno (con Edoardo Bennato)
- 2003 - Funzioni primarie
- 2004 - Luciano ti odio
- 2005 - Dovevo dirti molte cose
- 2005 - Il mondo è fuori
- 2005 - Ti direi
- 2007 - Tutto da rifare
- 2007 - Sei felice
- 2008 - Io sarò lì
- 2009 - Tutti a casa
- 2009 - I nuovi emergenti
- 2009 - Confusion Is Best (con Beatrice Antolini)
- 2010 - Il serpente
- 2010 - Normale
- 2013 - La razionalità
- 2013 - Cento corpi
- 2014 - Una vita diversa
- 2014 - Scrivimi quello che fai (con Fabrizio Bosso)

## Videografia

### Video musicali
| Anno | Titolo                                           | Regista/i                                                     |
| ---- | ------------------------------------------------ | ------------------------------------------------------------- |
| 2000 | Tokyo Eyes                                       |                                                               |
| 2001 | Nascosto dietro un vetro                         | Francesco Cabras, Alberto Molinari                            |
| 2001 | Boyband                                          |                                                               |
| 2001 | Sono vivo                                        | Giangi Magnoni                                                |
| 2002 | Perfetto perdente                                | Cosimo Alemà                                                  |
| 2003 | Una settimana, un giorno (feat. Edoardo Bennato) | Giangi Magnoni                                                |
| 2003 | Funzioni primarie                                | Giangi Magnoni                                                |
| 2004 | Luciano ti odio                                  | Giangi Magnoni                                                |
| 2005 | Dovevo dirti molte cose                          | Maki Gherzi                                                   |
| 2005 | Il mondo è fuori                                 | Riccardo Struchil                                             |
| 2005 | Ti direi                                         | Maki Gherzi                                                   |
| 2007 | Tutto da rifare                                  | Jacopo Tartarone                                              |
| 2007 | Sei felice                                       | Cosimo Alemà                                                  |
| 2008 | Io sarò lì                                       | Pepsy Romanoff                                                |
| 2009 | Tutti a casa                                     | Giangi Magnoni                                                |
| 2009 | I nuovi emergenti                                | Marco Pavone                                                  |
| 2009 | Confusion Is Best (feat. Beatrice Antolini)      | Roberto "Saku" Cinardi, Valentina Be                          |
| 2010 | Il serpente                                      | Pepsy Romanoff                                                |
| 2010 | Normale                                          | Paolo Marchione, Roberto "Saku" Cinardi, Davide Tappero Merlo |
| 2011 | Boyband '11                                      | Irwin Kovac                                                   |
| 2013 | La razionalità                                   | Roberto "Saku" Cinardi                                        |
| 2013 | Cento corpi                                      | Francesco Galati                                              |
| 2014 | Scrivimi quello che fai (feat. Fabrizio Bosso)   | Daniele "Dandaddy" Babbo                                      |